# 林亜佑美
林 亜佑美（はやし あゆみ、1996年11月12日 - ）は、日本の女子プロレスラー、女優。

## 略歴

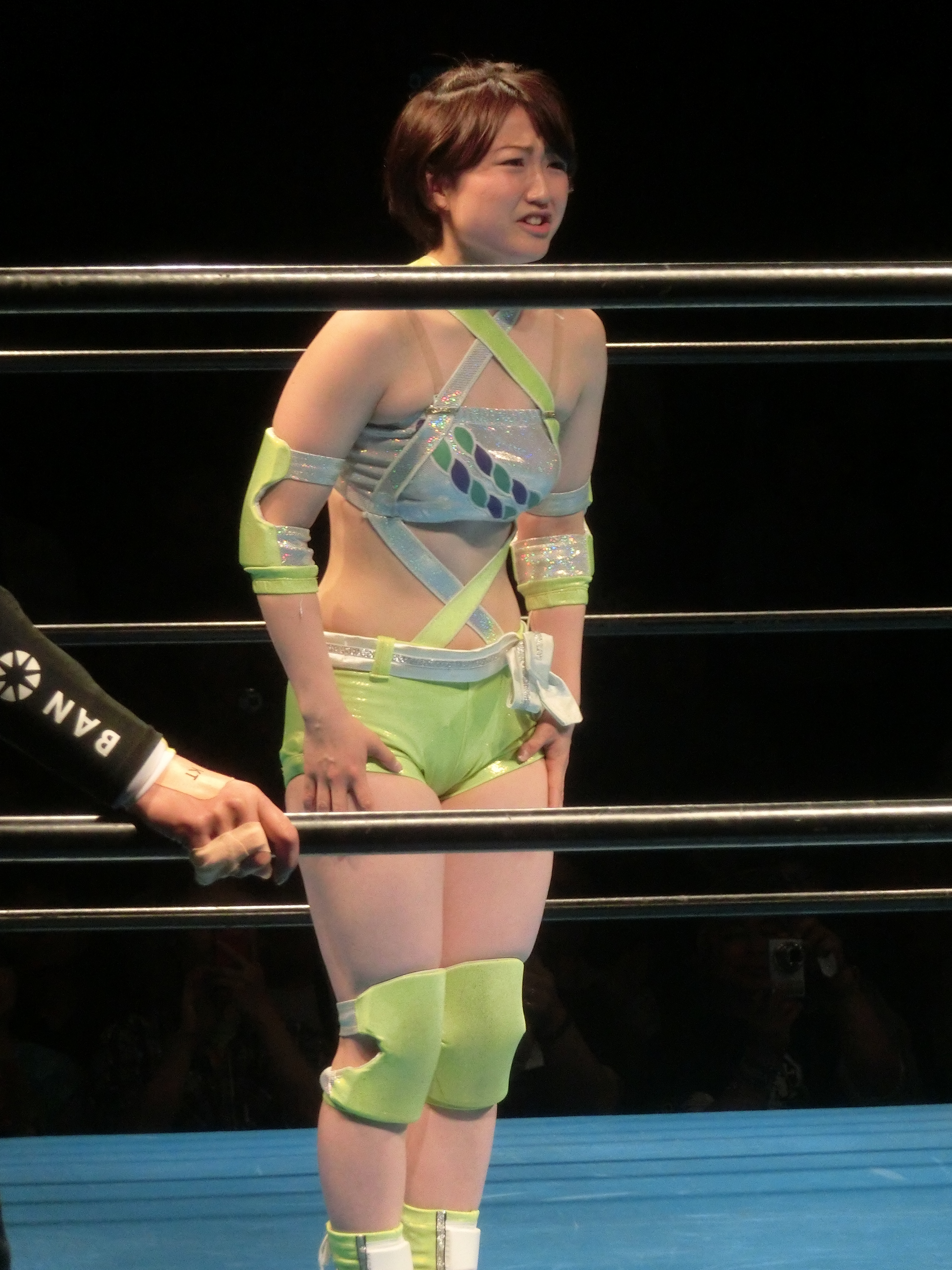
2019年のコスチューム

10年以上のダンス歴、小学校4年からのバトントワリング歴があり、舞台を中心に殺陣の出来るアクション女優として活動。2015年までは林歩（はやし あゆみ）名義。Beginningプロダクションの舞台に出演した経緯からアクトレスガールズ・Beginningに興味を抱き、練習生期間を経て2018年11月15日、後楽園ホールでの堀田祐美子vs松井珠紗vs林亜佑美vs櫻井裕子戦でプロデビュー。異例の4WAY戦でのデビュー戦となった。
安定した下半身をほめられ、ドロップキックを得意技にする。デビュー2戦目以降、ねじり鉢巻きに法被姿で入場するお祭りキャラクターとなり、「わっしょーい」を掛け声としている。
12月23日、Beginning・尼崎市中小企業センター大会での入江彩乃&櫻井裕子戦（パートナーは沙紀）でパートナーの沙紀が勝利し、プロとして初めて勝ち名乗りを受ける。2019年からのブランド分けではアクトレスガールズ・Color’s所属となる。2019年1月20日、Color’s旗揚げ戦では関口翔に9分18秒で完敗。
2021年7月16日、練習中の怪我のため7月18日以降の大会欠場が発表。同年9月10日、婦人科系疾患により激しい運動が困難との診断からプロレス活動を休業することが発表される。芸能活動は継続。12月31日をもってジャスティスジャパンエンターテイメントを円満退所を報告。芸能活動も一線を引き、保育の仕事に取り組む意向を発表した。
2022年7月、Twitterにて出産を報告。

## 出演

### テレビ
- 表参道高校合唱部!　第5話（2016年、TBS)
- 高嶺の花（2018年7月、日本テレビ)

### CM
- ドコモdヒッツ～意外な出逢い編、ドコモdヒッツ～追いかける2人編～（2016年、NTT Docomo）
- dマガジン（2017年10月、NTT Docomo）スチールモデル出演

### 舞台
- めいとーでん～鬼切編～/（2013年8月、シアターサンモール）不動行光役
- 大江戸バックドラフト（2014年10月16日 – 19日、新宿・紀伊國屋ホール）–姫役
- 霜月の星の下～果たして龍馬は命日に暗殺されたのか～（2014年12月25日 (木) ～2014年12月28日シアターKASSAI）–久美（主演）[9]
- Beautiful Spear 〜ミクの20歳の誕生日〜（2015年5月29 – 31日、麻布区民センターホール）管理ロボット役（ダンサー）」[10]
- 東京女子演劇部Presents Drifting girls（2015年6月、六行会ホール）ひとえ役（ダブルキャスト）
- 手塚治虫作品慢劇「苦情銀行/生けにえ」（2016年2月）主演
- RYOMA（2016年7月）さき役
- RANPO/（江戸川乱歩原作オムニバス）」火星の運河 /女役（身体表現）、押絵と旅する男/少年役
- 緋色八犬伝（2017年2月、博品館劇場）くるみ役（ダンサー）
- 劇団回転磁石第14回公演『野芥子の家』（2017年9月6日 – 10日、シアターシャイン）女役
- OH!MY GOD!ダンサー（2018年1月、築地本願寺ブティストシアター）看護師役
- 横浜ダブルブッキング（2018年2月、横浜O-SITE）りさ役
- セレブ気取り（2018年4月、築地本願寺ブティストシアター）オトラ役
- GO JET go go vol.1（2018年4 – 5月、A-Garage）早紀役
- 林亜佑美1人芝居〜チャレンジ〜売り言葉（2018年7月、神保町チャボ）
- カウント2.9！（2018年、新木場1st RING）アキエ役

## 作品

### イメージビデオ
- わっしょい!!!（2021年10月22日発売、竹書房）[11]

## 得意技

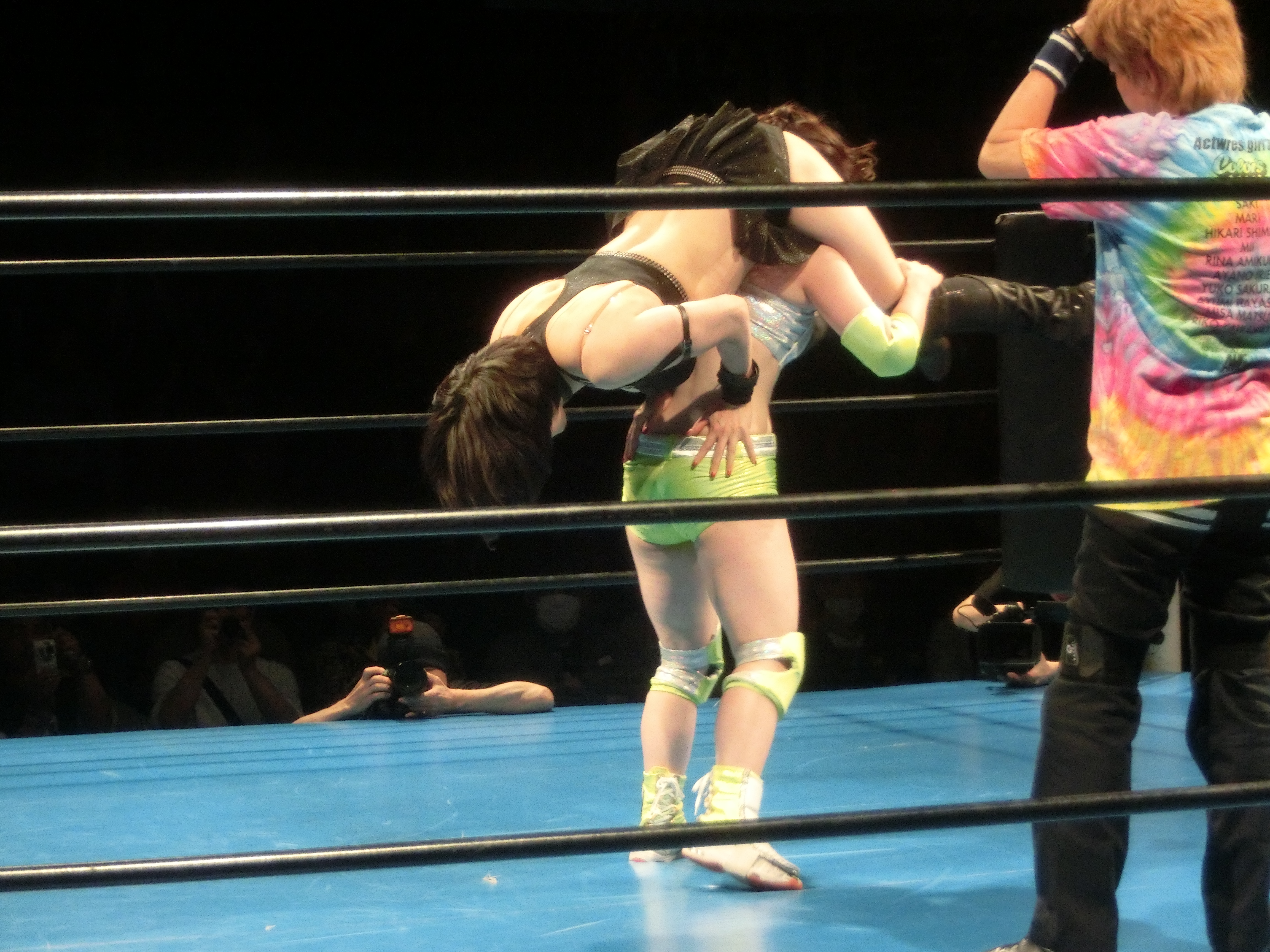
得意技の水車落とし

- 水車落とし
- ダブルリスト・アームサルト
- ジャックナイフ
- ドロップキック